# Nuculana
Nuculana är ett släkte av musslor som beskrevs av Jean-Baptiste Lamarck 1799. Nuculana ingår i familjen tandmusslor.
Släktet Nuculana indelas i:
- Nuculana acuta
- Nuculana amiata
- Nuculana aspecta
- Nuculana bipennis
- Nuculana callimene
- Nuculana carpenteri
- Nuculana caudata
- Nuculana cellulita
- Nuculana cestrota
- Nuculana concentrica
- Nuculana conceptionis
- Nuculana crenulata
- Nuculana dalli
- Nuculana elenensis
- Nuculana extenuata
- Nuculana gomphoidea
- Nuculana hamata
- Nuculana jacksoni
- Nuculana jamaicensis
- Nuculana leonina
- Nuculana liogona
- Nuculana messanensis
- Nuculana minuta
- Nuculana navisa
- Nuculana orixa
- Nuculana ornata
- Nuculana oxia
- Nuculana parva
- Nuculana penderi
- Nuculana pernula
- Nuculana platessa
- Nuculana radiata
- Nuculana spargana
- Nuculana subaequilatera
- Nuculana tamara
- Nuculana taphria
- Nuculana tenuisulcata
- Nuculana verrilliana